# Usserød
Usserød er en bydel i Hørsholm byområde.

## Historie
Usserød var i ældre tid en landsby, der i 1682 talte 10 gårde; i tilknytning til landsbyen lå Usserød mølle.
Usserød udviklede sig til en fabriksby, efter at der i 1791 var blevet oprettet et valseværk og en klædefabrik. Disse blev 1802 overtaget af staten, der fra 1809 omdannede foretagendet til Usserød Klædefabrik med henblik på militærets forsyninger. Da fabrikken var på sit højeste, i 1814, beskæftigede den over 700 personer; i 1855 beskæftigede fabrikken ca. 175 personer, fortrinsvis bosat omkring virksomheden. Fra 1848 kom fabrikken umiddelbart under Krigsministeriet og blev herefter drevet for statens regning.
I 1897 opførtes Usserød Sygehus med 50 senge. I 1920erne havde byen foruden Den militære Klædefabrik (ikke at forveksle med Hørsholm Klædefabrik) og sygehus tillige skole, pigeskole, asyl, mølle og bryggeri.
I 1897 oprettedes en jernbanestation omtrent midt mellem Hørsholm og Rungsted syd for Usserød, og i de følgende årtier skete en kraftig befolkningsudvikling i tilknytning hertil, som efterhånden bredte sig nordpå og smeltede sammen med bydannelsen her.
I Usserød findes i dag flere velbevarede arbejderboliger fra 1800-tallet, men ellers er bydelen præget af villabebyggelse og af etagebebyggelsen Ådalsparken fra ca. 1970.
Usserød var helt frem til 1938 en del af Birkerød Sogn. De første ønsker om at blive en del af Hørsholm kom frem i 1868. Det mere velstående Hørsholm var dog ikke specielt interesserede i at få de mange arbejdere og mindrebemidlede indlemmet. En folkeafstemning fælles for Birkerød, Blovstrød og Hørsholm sogne blev dog besluttet af Indenrigsministeriet i 1935 og gennemført i 1936. Resultatet blev 1674 ja- og 1093 nej-stemmer, deraf var de 946 nej-stemmer fra Hørsholm. I Usserød var der 701 ja- og 7 nej-stemmer og Usserød blev en del af Hørsholm den 1. april 1938. 
I 1930 havde Usserøds indbyggere følgende erhvervsfordeling:
| Næringsvej            | Antal | Andel (%) |
| --------------------- | ----- | --------- |
| Landbrug mm           | 233   | 11,91     |
| Industri mm           | 1.015 | 51,87     |
| Handel mm             | 158   | 8,07      |
| Transport mm          | 144   | 7,35      |
| Immateriel virksomhed | 71    | 3,63      |
| Husgerning            | 145   | 7,41      |
| Ude af erhverv        | 157   | 8,02      |
| Uangivet              | 34    | 1,74      |
| I alt                 | 1.957 | 100,00    |

Usserød hørte dermed til blandt de byområder i datiden, der havde flest sysselsat ved industri.

## Befolkningsudvikling
Befolkningsudviklingen i Usserød bydel var følgende:
| År   | indbyggere |
| ---- | ---------- |
| 1906 | 1051       |
| 1911 | 1244       |
| 1916 | 1354       |
| 1921 | 1683       |
| 1925 | 1901       |
| 1930 | 1957       |
| 1935 | 2077       |

Udviklingen viser en forholdsvis jævn vækst gennem hele den første tredjedel af 1900-tallet. Usserød voksede herefter sammen med Hørsholm-Rungsted byområde, og befolkningsforholdene blev ikke mere opgjort særskilt.